# Kita-daito

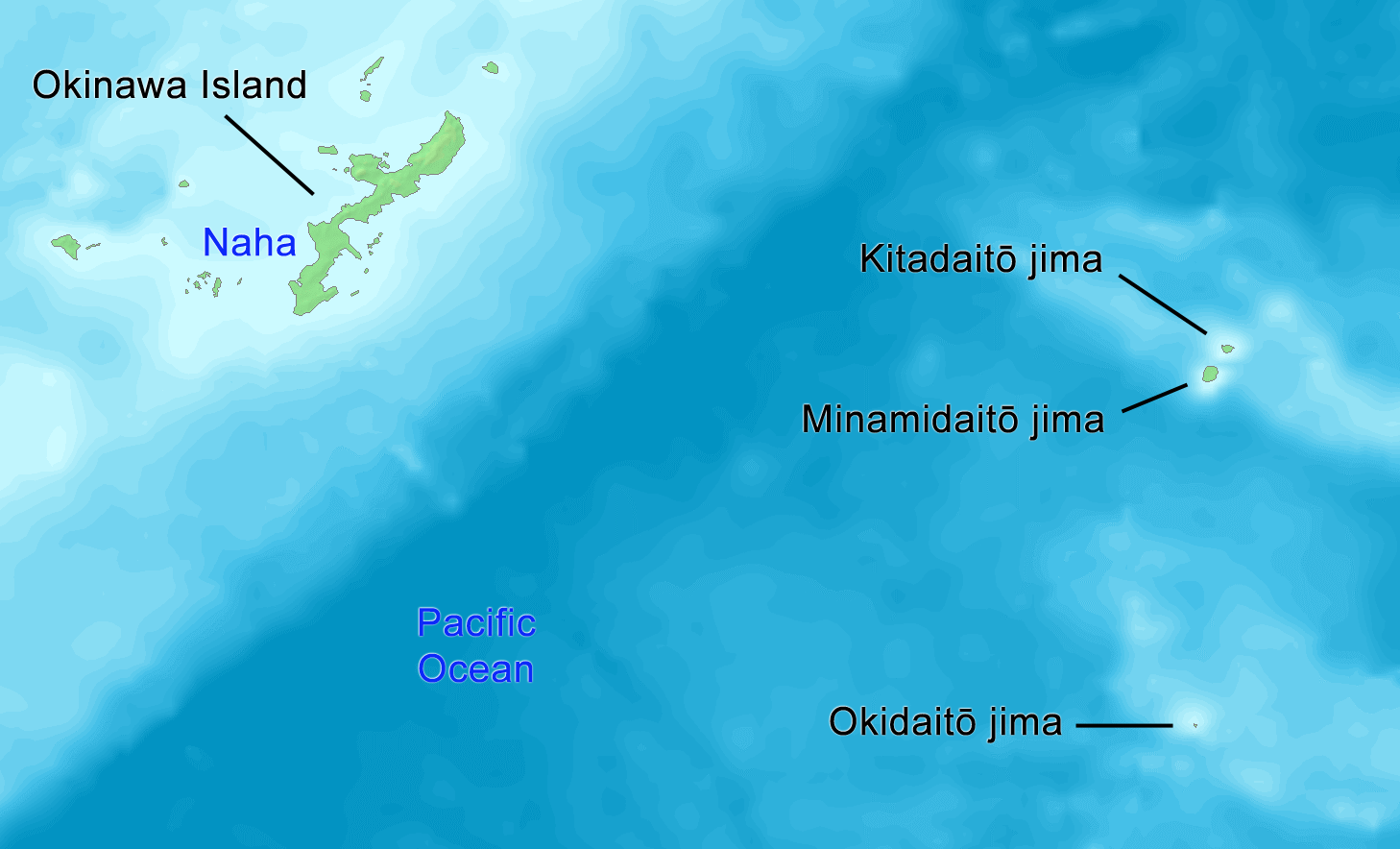
Lägeskarta over Daitōöarna

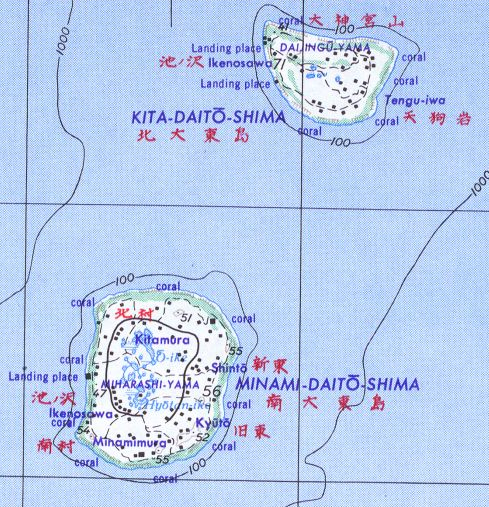
Kita Daitō längst upp

Kita-daitō  (japanska Kita daitōh-jima, tidigare North Borodino Island) är en ö i ögruppen Daitoöarna i nordvästra Stilla havet som tillhör av Japan.

## Geografi
Kita-daitō ligger i Östkinesiska havet ca 380 km öster om Okinawa. 
Ön är en korallö och har en areal om ca 12,71 km² och omges av ett korallrev. Den högsta höjden är på cirka 74 m ö.h. och ön ligger ca 8 km norr om Minami-daito och ca 150 km norr om Oki-daito. Ön är numera helt kultiverat till jordbruk och bosättningar trots att den saknar sötvattenkällor.
Befolkningen uppgår till ca 575 invånare där de flesta bor i Kita på öns mellersta del. Förvaltningsmässigt utgör ön ett eget område "Kita daito-son" (Kita by) i "Shimajiri-gun" (Shimajiridistrktet) i Okinawa prefekturen.
Ön saknar stränder och hamn men har en flygplats Kitadaito Airport (flygplatskod "KTD") för lokalt flyg på öns östra del.

## Historia
Det är osäkert när öarna upptäcktes, de första dokumenterade japanska kontakterna skedde först på 1800-talet under Meijiperioden och då var öarna obebodda.
Öarna namngavs mellan 1815 och 1820 efter att Oki-daitō åter siktades av besättningen på det spanska fartyget "San Fernando de Magallanes" och Kita-daitō och Minami-daitō siktades av besättningen på det rysk-amerikanska fartyget "Borodino".
Den första bosättningen etablerades på Kita-daito kring 1904 av den japanske pionjären Hanemon Tamaoki då området införlivas i Kejsardömet Japan. Tamaki kom från Hachijō-jima bland Izuöarna och hade tidigare lyckats att etablera bosättningar på andra öar.
Kring 1904 började man att odla sockerrör och bryta fosfor på ön
Efter andra världskriget ockuperades området av USA som förvaltade öarna fram till 1972 då de återlämnades till Japan.